# Smallville (fumetto)
Smallville è una cittadina immaginaria del Kansas appartenente all'universo delle avventure di Superman, pubblicate dalla DC Comics.

## Descrizione
Smallville è la cittadina dove Kal-El da bambino viene trovato dai suoi genitori adottivi terrestri Jonathan e Martha Kent e cresciuto con il nome di Clark Kent. Nella continuity pre-Crisis è anche il teatro delle avventure di Superboy.

## Altri media
- Nel film Superman, Kal-El (Christopher Reeve), vive a Smallville fino alla morte del padre adottivo Jonathan Kent (Glenn Ford), quando decide poi di andarsene per raggiungere l'Antartide, dove, grazie ai cristalli di Krypton lasciatigli dal padre Jor-El (Marlon Brando) nell'astronave con cui è arrivato sulla Terra, costruisce la Fortezza della Solitudine.
- La serie televisiva Smallville del 2001 è ambientata nell'omonima città. La serie ha per protagonista un giovane Clark Kent (Tom Welling) ancora lontano dal diventare Superman. Abita nella fattoria Kent, si trova alle prese con lo sviluppo e il controllo dei suoi superpoteri, con la scoperta del suo retaggio kryptoniano e con i problemi creati dal suo rapporto con Lana Lang (Kristin Kreuk) e l'amico/nemico Lex Luthor (Michael Rosenbaum).
- Nel film Superman, diretto da James Gunn, Superman (David Corenswet) trova riparo a Smallville, dopo essere stato sconfitto dal Martello di Boravia ed essere stato soccorso dai suoi robot nella Fortezza della Solitudine.